# Berwick-upon-Tweed

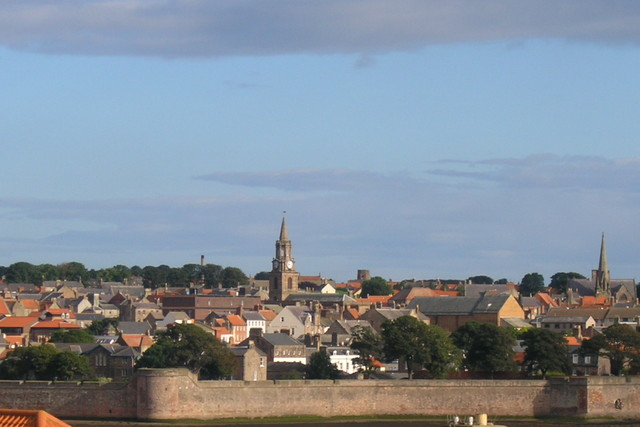
Berwick-upon-Tweed

Berwick-upon-Tweed este un oraș și un district ne-metropolitan din comitatul Northumberland, regiunea North East, Anglia. Districtul are o populație de 26.000 locuitori din care 11.600 locuiesc în orașul propriu zis Berwick-upon-Tweed. Orașul este considerat a fi cel mai nordic oraș din Anglia, fiind situat la 4 km sud de granița cu Scoția.